# 萩城
萩城（はぎじょう）は、山口県萩市にあった日本の城。別名は、指月城（しづきじょう）。城跡は国の史跡に指定されている。
現在、城跡は指月公園（しづきこうえん）として整備され、二の丸入口近くに旧厚狭毛利家萩屋敷長屋（重要文化財）が現存し、松下村塾や侍屋敷などとともに萩市の観光名所となっている。萩市の観光の中でも有名である。

## 概要

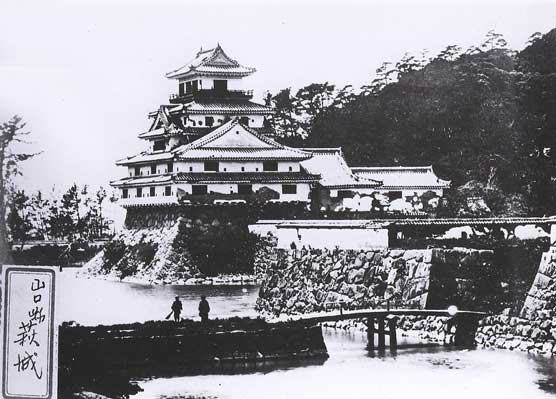
天守　明治初期

関ヶ原の戦いに西軍の総大将に就いたことにより、周防国・長門国の2ヶ国に減封された毛利氏が、広島城に代わる新たな居城として、慶長9年（1604年）に築いた城。完工は慶長13年（1608年）だが、築城者である毛利輝元は、慶長9年12月に未完成のまま入城していた。
指月山の山麓にある平城（本丸・二の丸・三の丸）と山頂にある山城（詰丸）で構成されている。本丸の御殿は藩主居館と政庁を兼ねており、250年余りの間、長州藩（萩藩）の拠点であったが、明治7年（1874年）前年に発布された廃城令により櫓など他の建物と共に破却され、石垣や堀（水堀）のみが現存している。現存していた頃の姿は解体前に撮影された古写真で見ることができる。
現在、二の丸土塀や三の丸総門など一部は木造復元されている。さらには、破却された天守など建物の木造復元を行う動きもあるが、財源の問題で難しくなっている。

## 歴史・沿革

### 戦国時代
- 戦国時代、指月山に津和野城主・吉見氏が出城を構え、のちに吉見正頼の隠棲所となった。
- 1600年（慶長5年） - 関ヶ原の戦いで西軍総大将となった毛利輝元は安芸国ほか8か国で120万石の大大名であったが、敗戦により隠居のうえ嫡男の秀就に家督を譲るように命じられ、防長2か国29万8千石[3]余に減封された。

### 江戸時代

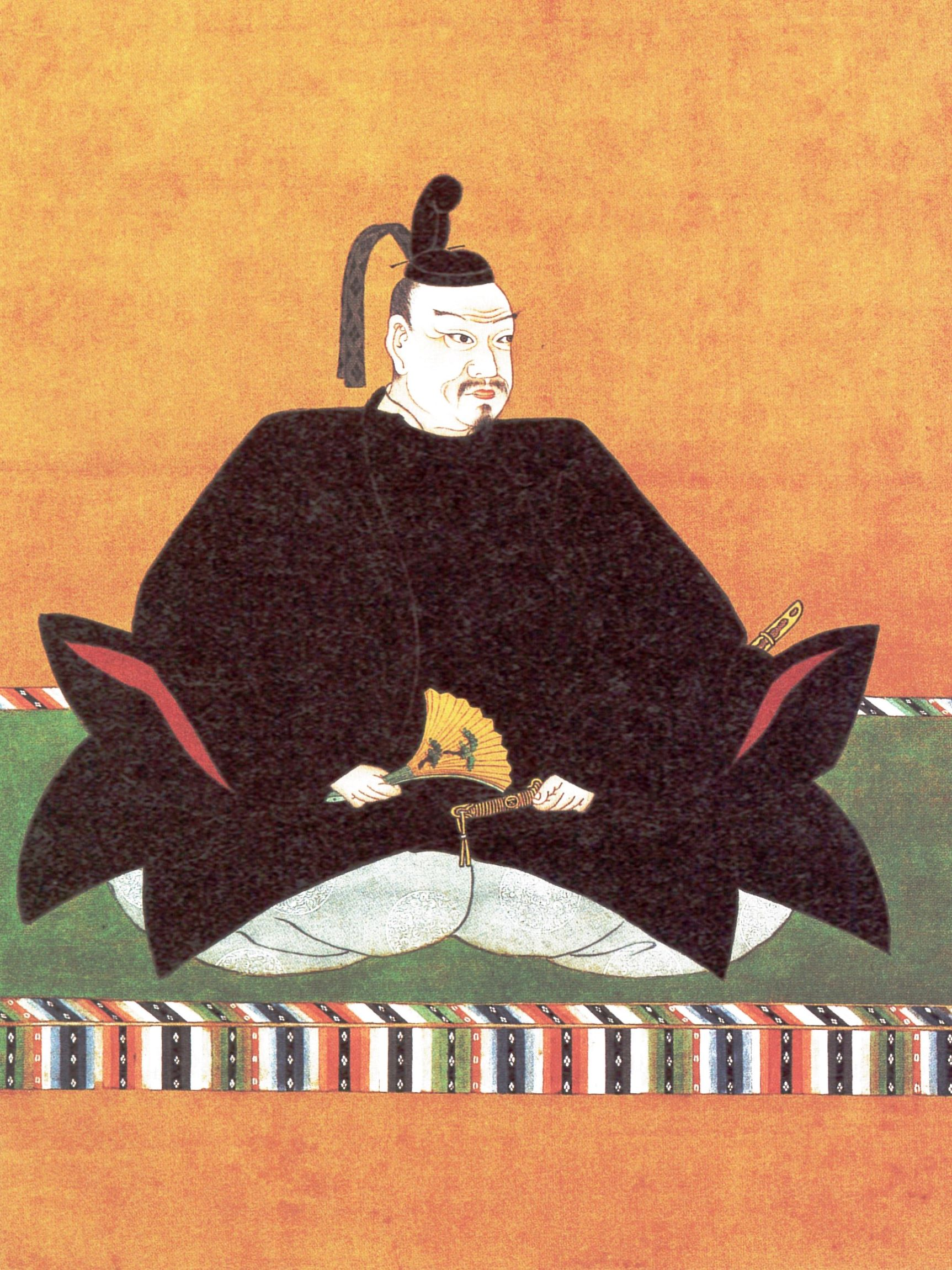
毛利輝元

- 1603年（慶長8年）、幼少の秀就に代わり、輝元は後見役として萩・山口・三田尻（防府市）の3ヵ所を城地の候補とし、幕府に裁可を求めた。これに対し幕府は、海に臨み要害の地である萩が良いとの回答をしている。
- 1604年（慶長9年） - 萩城建造に着手。指月山に連なる干潟を埋め立て、城地を建造した。輝元は、本丸御殿などまだ一部しか出来ていなかった11月に、早々に入城した。
- 1605年（慶長10年） - 五郎太石事件が発生。
- 1608年（慶長13年） - 落成。平時に建設された城ではあるが、指月山に詰の丸を配するなど、戦時を意識した構えとなっている。
- 1613年（慶長18年） - 幕閣とも協議のうえ36万9千石に高直し、幕府は長州藩の表高として公認した。この石高は支藩の分与後も変わることはなかった。
- 1863年（文久3年） - 時の藩主・毛利敬親は幕府に無許可で藩庁を山口城（山口市）に移し、萩城は藩庁としての役目を終えた（山口移鎮）。

### 近現代
- 1874年（明治7年） - 廃城令により天守・櫓などの建物を破却。
- 1951年（昭和26年） - 国の史跡に指定される。
- 1967年（昭和42年） - 萩城下町が国の史跡に指定される。
- 1971年（昭和46年） - 指月山が国の天然記念物に指定される。
- 1996年 - 堀や石垣・門の復元・保存を行う「史跡萩城跡外堀保存整備事業」を開始。
- 2004年 - 「史跡萩城跡外堀保存整備事業」によって北の総門が復元される。
- 2006年（平成18年）4月6日 - 日本100名城（75番）に選定された。
- 2011年3月29日 - 1996年から行われていた「史跡萩城跡外堀保存整備事業」が終了。堀や石垣の復元整備や北の総門復元などが行われた[4]。
- 2015年7月5日 - ユネスコの世界遺産に「明治日本の産業革命遺産 製鉄・製鋼、造船、石炭産業」の1つとして登録される。

## 構造

### 城の位置と構成

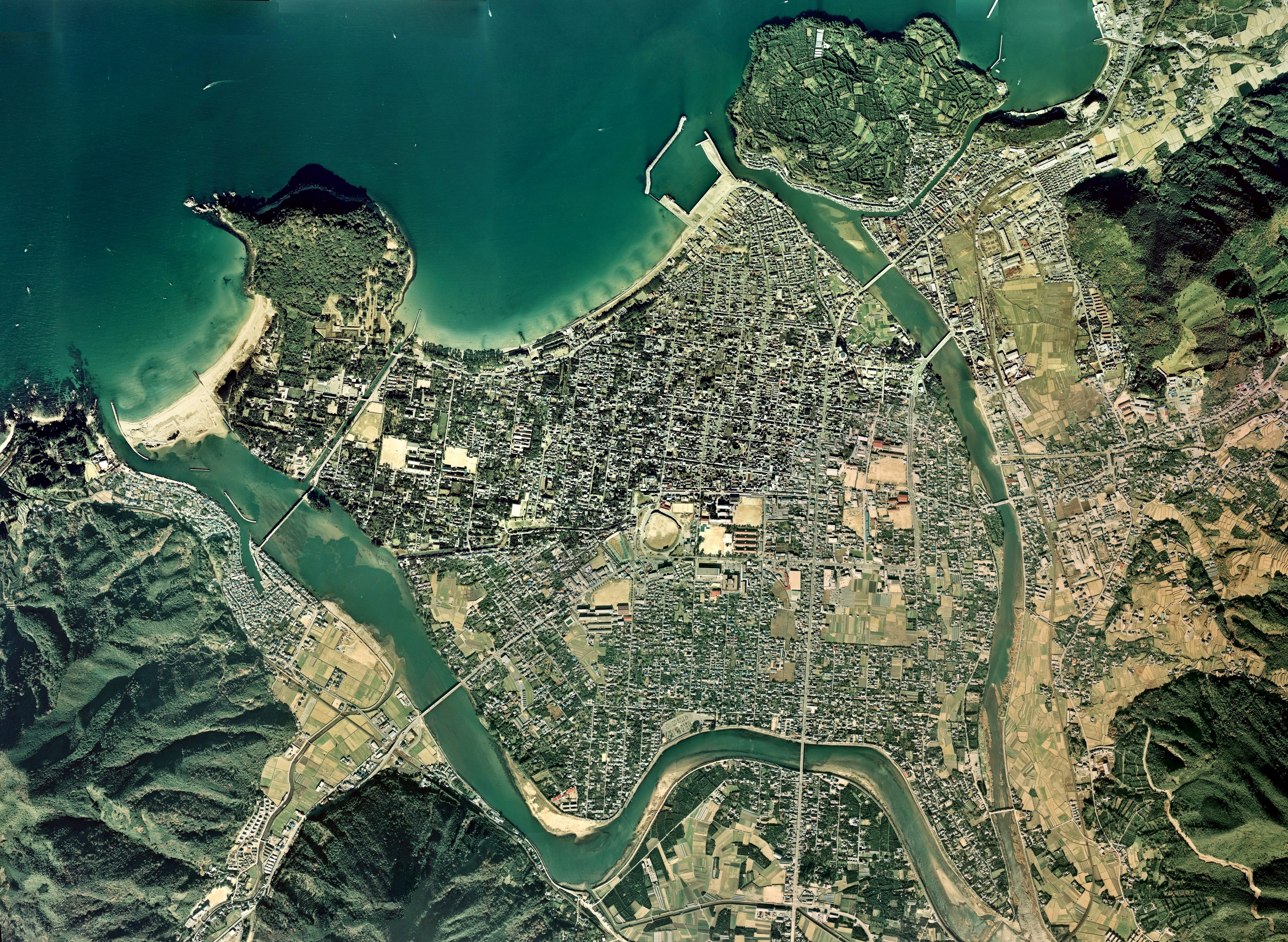
左上の海に突き出した山が萩城のある指月山。萩の城下町は東西を川に挟まれた三角州上に形成されている。1976年

毛利輝元は、萩・山口・防府の3ヵ所を築城候補地とし、最終には幕府の指示で萩に決定した。一般的には、これは外様大名の雄である毛利氏を山陰の僻遠地に押し込める意図が幕府にあり、毛利氏の本命候補地は山口であったとも言われている。しかし、幕末に山口移鎮を行った毛利敬親は、萩城は他大名と戦う場所としては優れた「形勝之地」と表現するなど先祖代々の重要な場所と認識しており、萩への築城は毛利氏の不本意だったという見方には根拠が無いとする見解もある。
三角州に築城されたため、三方を海に囲まれている。日本海に張り出した指月山山頂の詰丸（要害とも呼ばれる）と、その山麓に梯郭式（曲輪#縄張と主要な曲輪を参照）に本丸・二の丸・三の丸を配し3重の堀を巡らした平山城であった。吉田郡山城などの中世山城に見られる"山麓の館と山頂の砦"という形態を近世の最新築城術で再現したような城で、広島城を失った毛利輝元が背水の陣で築いた城として、輝元の築城理念が最もよく示されているとされる。厳密には、山頂の詰丸も本丸と二の丸で構成されており、山麓の城とは独立したものであるため、平山城ではなく平城と山城であるとする見解がある。また、海に突出しているため、海城であるという見方もある。

### 本丸
指月山を背後にした本丸御殿を中心に、南西部に天守を、南東部と北東部の隅に櫓（着見櫓と井上櫓）を配した曲輪。広さは東西約200メートル・南北約145メートルに及ぶ。正面となる南側には本丸門（内側の渡櫓門と外側の高麗門で構成される内枡形の虎口）と極楽橋（現在は土橋だが往時は木橋）を設け、二の丸との間には幅20間（約40メートル）の内堀・石垣を巡らせていた。
明治11年（1878年）、豊榮神社・野田神社を分社した志都岐山神社が建てられたほか、明治20年（1887年）には藩主別邸の花江御殿から茶室・花江茶亭も移築された。現在では指月公園（要入場料）を成しており、その他の旧跡として梨羽家茶室、旧福原家書院、万歳橋などがある。
- 本丸の櫓[12]：井上櫓・着見櫓・天守

#### 天守

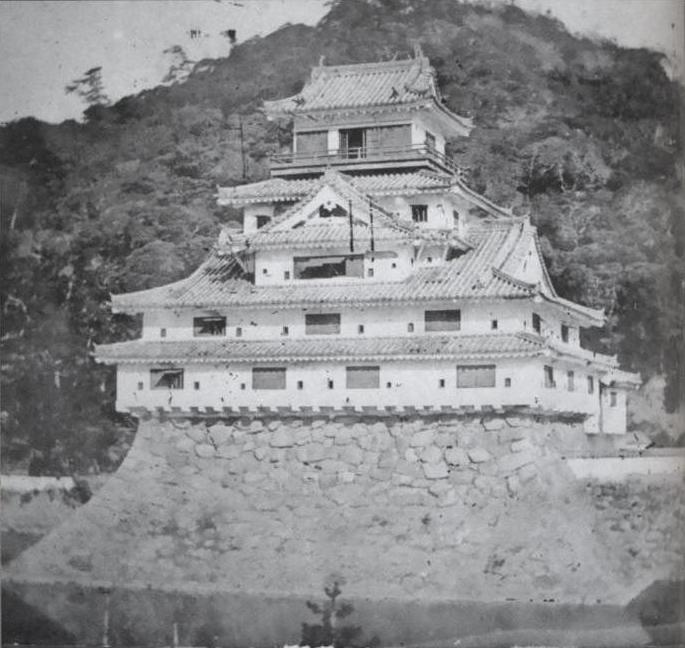
天守　明治時代

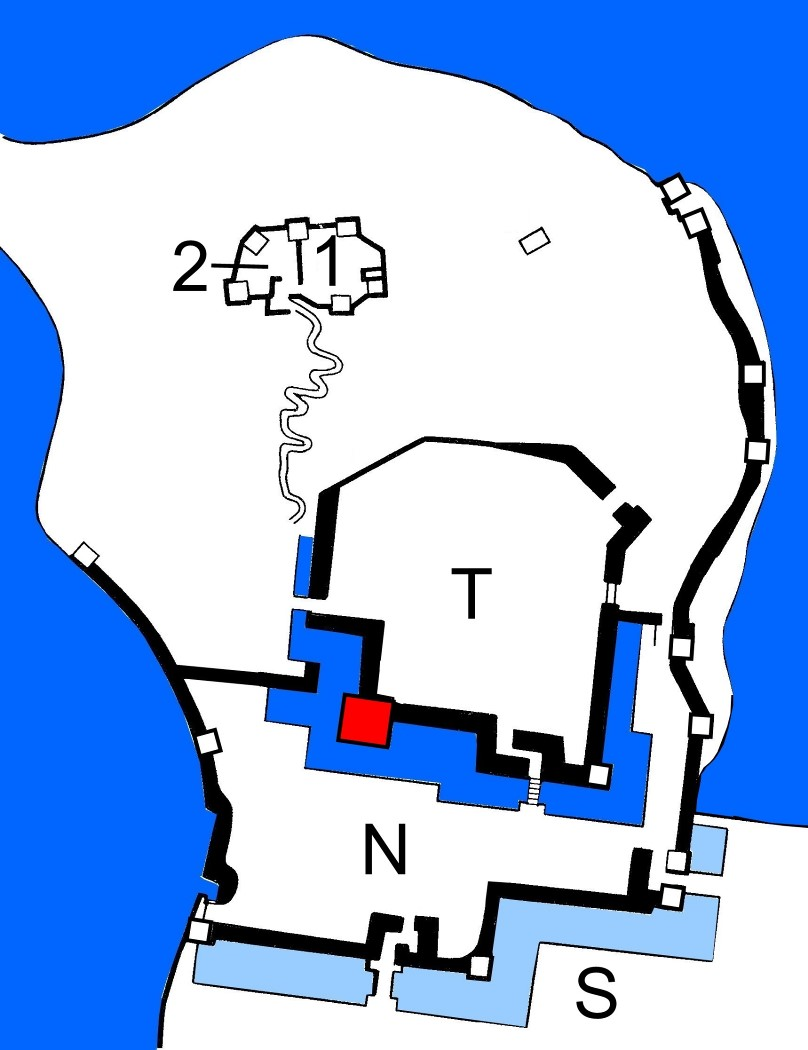
T本丸　N二の丸　S三の丸　1-2詰丸

萩城の天守は5層5階の複合式望楼型（天守の北側には付櫓を接続した複合式の縄張りと2層2階の入母屋造の基部に3層3階の望楼を載せた構造）で、高さは約21メートルであった。外壁は白漆喰の総塗籠で、窓は銅板を貼った突き上げ戸を備える。明和5年（1768年）の修理では赤瓦に葺きかえられた。また、高さ6間、約11メートルの天守台は、非常に勾配の緩やかな裾から上にいくに従って急勾配に立ち上がっている。これは、城の築かれた土地である三角州の地盤の強度を補うため、底面を広げることで荷重を分散させる工夫である。
指月山山麓の本丸南西部に据えられた天守は、城外（城下町）からは見えなかったため、安土桃山時代以降の多くの近代城郭が持っていたとされる城主（藩主）の支配力を誇示するという役割は期待できなかったと思われる。

##### 各階
東西は桁行、南北は梁間。「間」は柱割であり寸法ではない。重数は「御天守之図」記載の名称。括弧内は「萩城絵図」記載の名称。
付櫓（天守戸前と天守附添之長屋）
付櫓は、「天守戸前」と「天守附添之長屋」に分かれていた。戸前の北西に附添之長屋が付属する構造が「御天守之図」に描かれている。平櫓であるが、内部には中二階があり、天守台下に当たる付櫓1階から中二階を経て天守に入る構造となっていた。
初重（天守下段）
東西11間、南北9間。「萩城絵図」によれば坪数99坪とある。
天守台から外に半間ほど張り出している張出構造で、張出し部の床下は石落としに利用された。
身舎には6部屋あったが、無目の敷居が敷かれるのみであった。
弐重（天守弐階）
東西10間、南北8間。
構造、仕様は初重とほぼ同じである。
三重（天守三階）
東西6間、南北5間。東西面に2間×3間の小屋の間、南北面に4間×1間の入母屋破風出窓の張り出しがある。
身舎には薄縁の畳が敷かれ、南側に床の間と上段があり、建具は障子とはめ殺しの格子が建てられていた。
四重（天守四階）
東西6間、南北5間。南北面に2間×1間半の小屋の間（入母屋破風出窓の上）がある。
構造は三重目とほぼ同じであるが、床の間や上段などはない。
五重（天守五階）
東西3間、南北3間。ただし、南北は19尺5寸、東西は22尺5寸である。
外廻縁高欄をつけ、南北面に中央開口部の両脇に2つずつ、東西面中央に1つずつの花頭窓型の出入り口（花頭口）があった。

### 二の丸

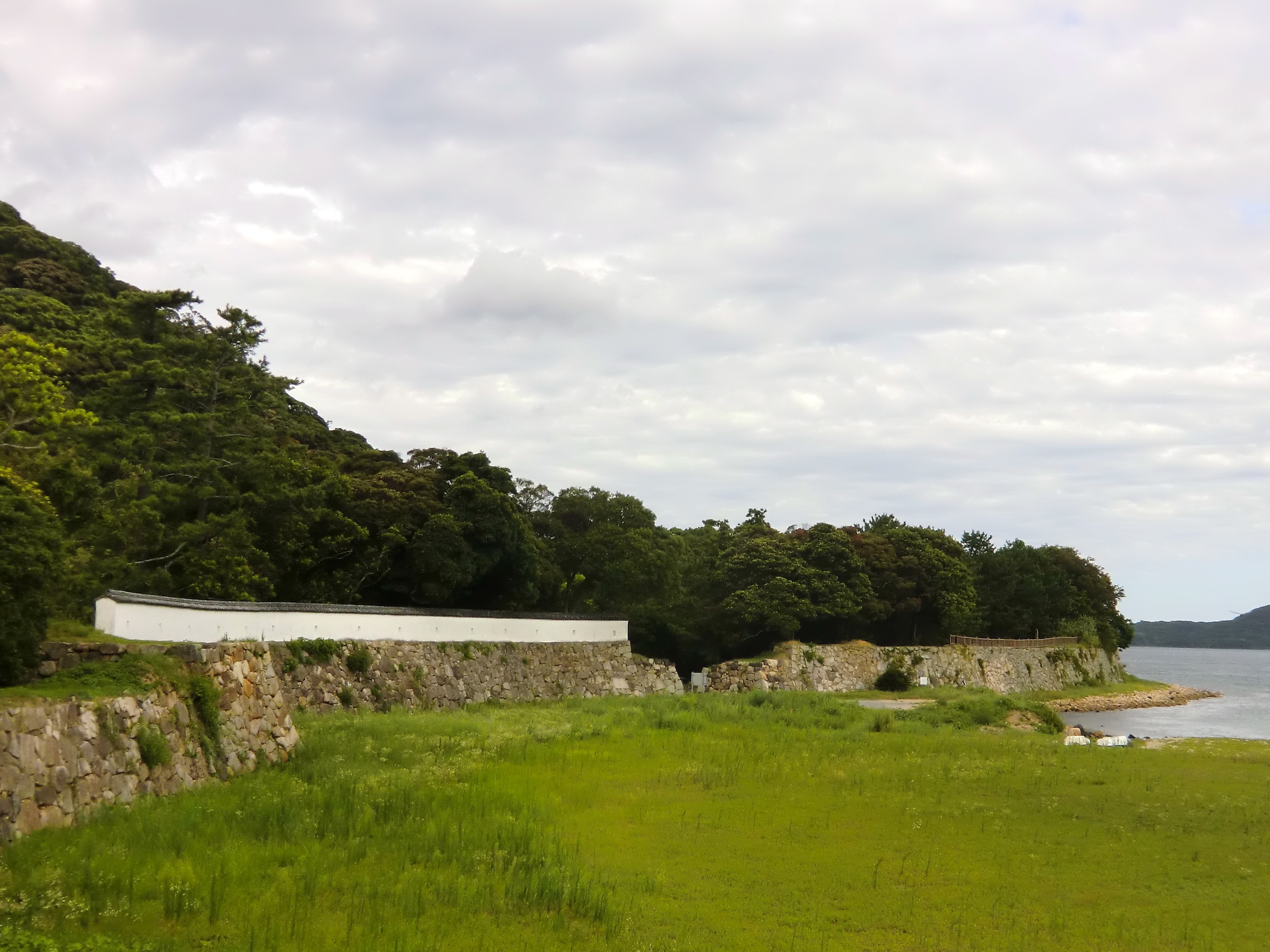
二の丸東側の潮入門跡と銃眼土塀（復元）

本丸と指月山を囲むように造られた曲輪。12基の櫓、34の井戸、蔵元役所、寺社（真言宗満願寺、臨済宗妙玖寺など）、6代藩主毛利宗広により東園と名付けられた回遊式庭園などがあった。南側と東側にそれぞれ内枡形虎口城門があり、大手門である南門は虎口内部に突き出た石垣を設けて「コ」の字型とする構造となっており、東門は外門（高麗門）・内門（渡櫓門）に加えて2つの櫓（三重の東櫓・二重の時打櫓）が設けられていた。また、菊ヶ浜の方に面した東側には渡櫓門式の潮入門やいくつかの埋門があった。いずれもの門も石垣のみが現存し、豪雨被害の修復は行われたが復元はされていない。ただし、潮入門の南側には四角い銃眼のある土塀（二の丸土塀）が昭和40年（1965年）に復元されている。地続きとなっている二の丸南側は幅16間（約32メートル）の中堀で囲まれていたが、大正15年（1926年）に指月川（橋本川の水を迂回させて水害を防止するために造られた萩疎水で中堀とは無関係。）が造られた時に埋め立てられている。
- 二の丸の櫓[12]：北櫓・満願寺櫓（三摩寺院櫓）・荒川櫓・紙櫓・華櫓・東櫓・時打櫓・塩櫓・青海櫓（青見櫓）・八間櫓・岡崎櫓・妙玖寺櫓。

### 三の丸

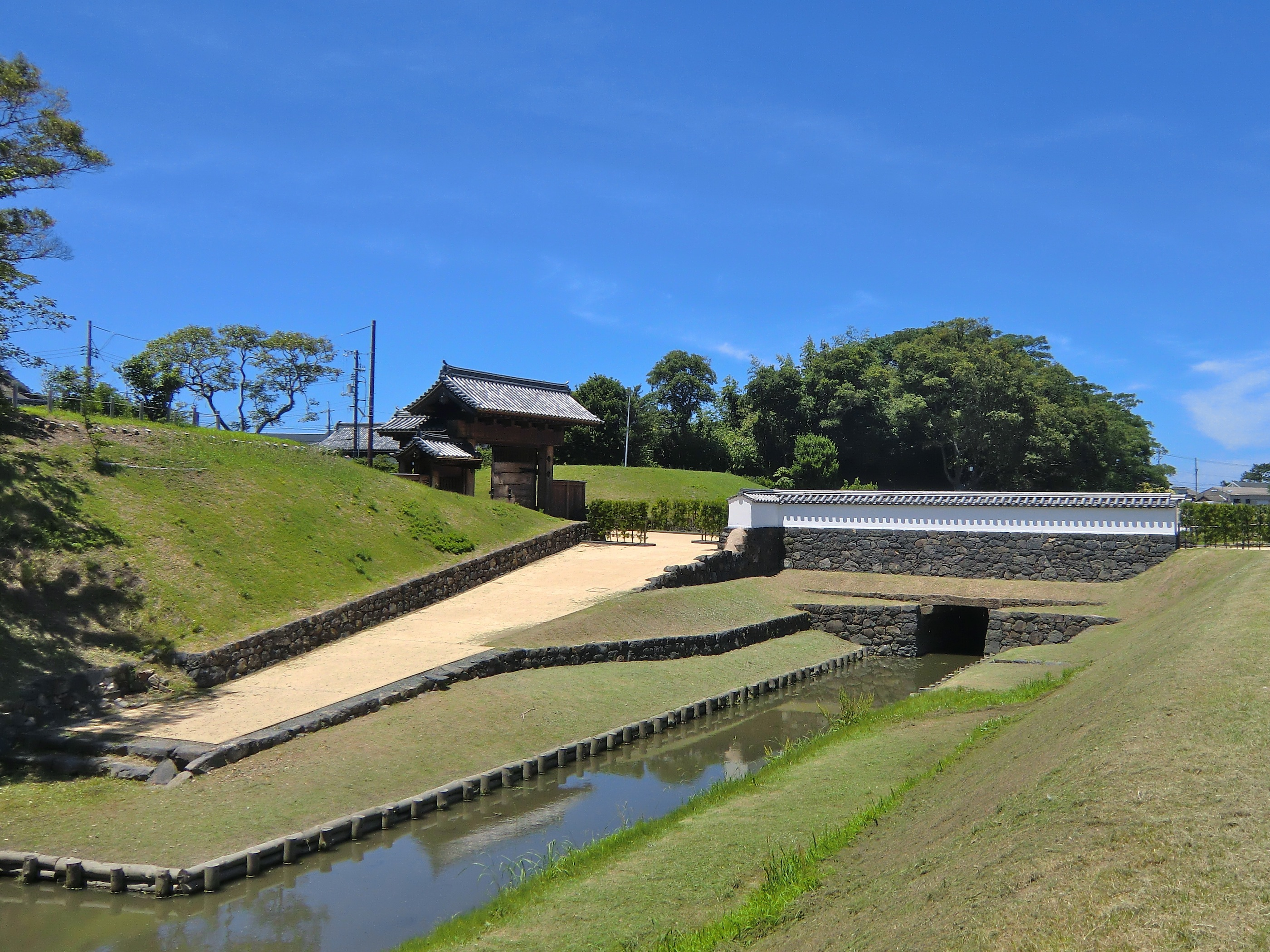
北の総門と外堀及び船着場（復元）

重臣の居住区となっていた曲輪。厚狭毛利家の萩屋敷も建てられている。三の丸から城下町に出入りする総門は北・中・南の3つがあった。南は平安古の総門と呼ばれ、外堀に架けられた玄武岩製の石橋・平安橋が現存している。また、平成16年（2004年）には北の総門が復元され、総門脇の土塁・船着場・土塀付き土橋なども整備された。一方、城内と城外を隔てる幅20間の外堀は、元和8年（1622年）に完成したとされる。しかし、東側の城下町の発展にともなって堀が埋められていき、元文4年（1739年）には幅8間（16メートル）になった。現在では、外堀より内側（萩城側）の地区が堀内と呼ばれており、昭和51年（1976年）に、堀内地区のうち約77ヘクタールが重要伝統的建造物群保存地区として選定されている（日本で最初に選定された7地区のうちの1つ）。
- 三の丸の櫓：益田家物見櫓[22]・大野毛利家隅櫓[23]・児玉家隅櫓。
- 旧厚狭毛利家萩屋敷長屋：二の丸南門の近くにあり、約1万5500平方メートルにおよぶ敷地に庭園も備えていたとされる武家屋敷。明治維新後にほとんど解体されたため、現在では長屋のみが残っている。桁行51.5メートル・梁間5メートルの長屋は、萩に残る武家屋敷の中では最大のもの。昭和41年（1966年）に国の重要文化財に指定された。昭和43年（1968年）に解体修理が完了し、現在は萩城下町絵図や萩城復元模型などを展示する資料館となっている。

### 詰丸

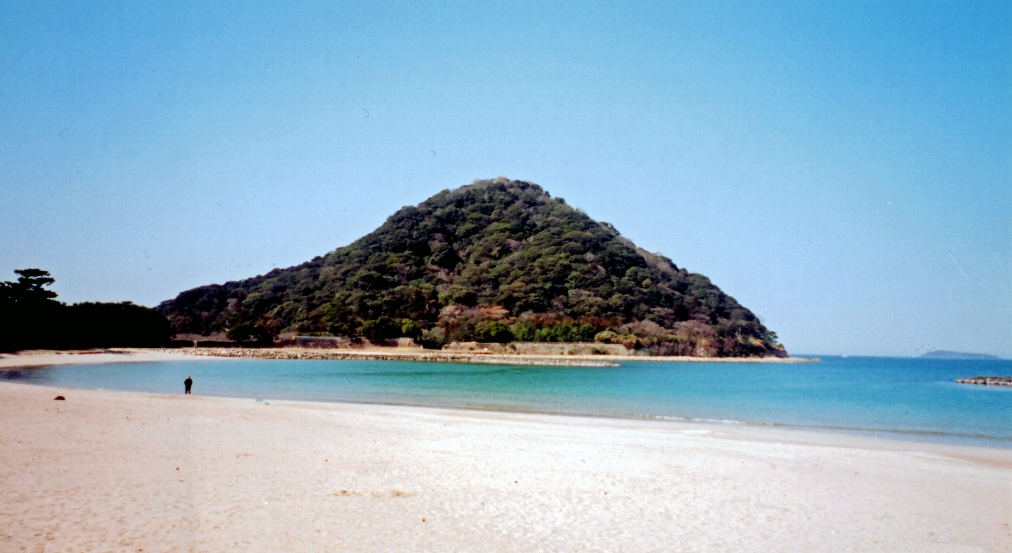
海岸から見た指月山

指月山の山頂に設けられた詰めの城。城跡の案内板では「萩城要害跡」とも表記されている。石垣と土塀で囲まれた本格的な城郭で、東側の上段を本丸、西側の下段を二の丸として、石垣と塀で仕切られていた両者の間は棟門で繋がれていた。二の丸の南側に枡形虎口と櫓門による表門があり、本丸東側に裏門として埋門がある。詰丸には現存する建物はなく、天守があったという記録もないが、二の丸には海と陸を監視する番兵たち（平時でも6・7名が泊まり込んでいた）が詰める番所と居小屋が、本丸には藩主のための茶屋があったとされる。また、門櫓以外に7基の櫓が建てられていた。櫓には万が一籠城する時ために武器が備えられていた。なお、山頂には井戸がないので水溜があり、昭和40年に土塀の一部と共に復元整備された。石垣とする石を切り出した石切場も残されている。
- 詰丸の櫓[12]：八間櫓・拾間櫓・北国櫓・辰巳櫓（小櫓）・大将櫓（大櫓）・瀬戸崎櫓・山中櫓[24]。

### 指月山
阿武川下流の松本川と橋本川に囲まれた三角州の北西端ある標高143mの山。岩相は花崗岩で、萩城の石垣にも用いられた。城内の山として長く人手が入らなかったため、シイノキ・タブノキ・クロガネモチ・カゴノキ・イスノキ・クスノキが混生する暖地性原生林となっており、昭和46年（1971年）に国の天然記念物に指定された。推定樹齢600年以上の老樹もある。また、サザンカ・オガタマノキ・カカツガユが自生している他、ミカドアゲハの中国地方唯一の生息地でもある。

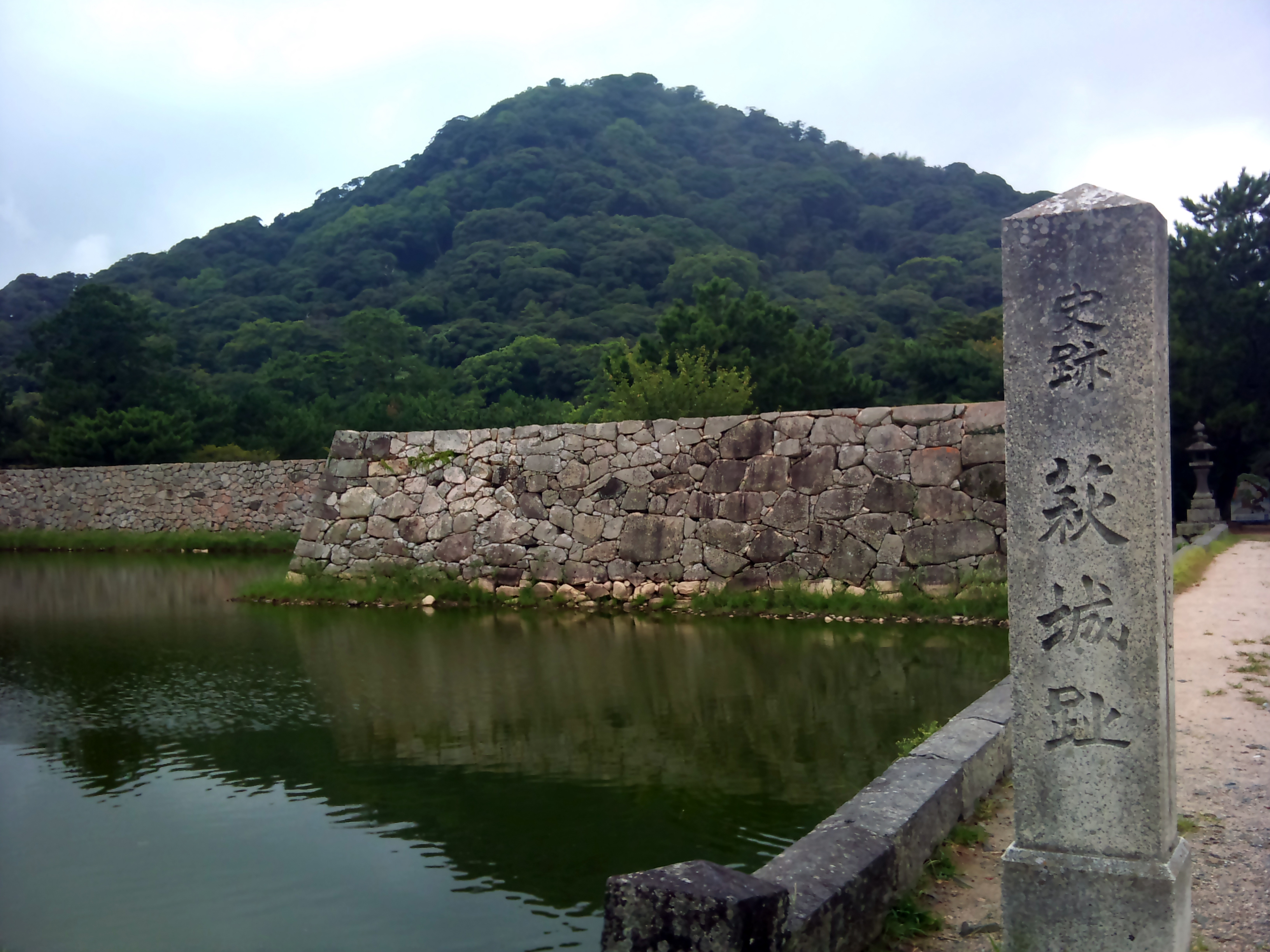
本丸門石垣と指月山
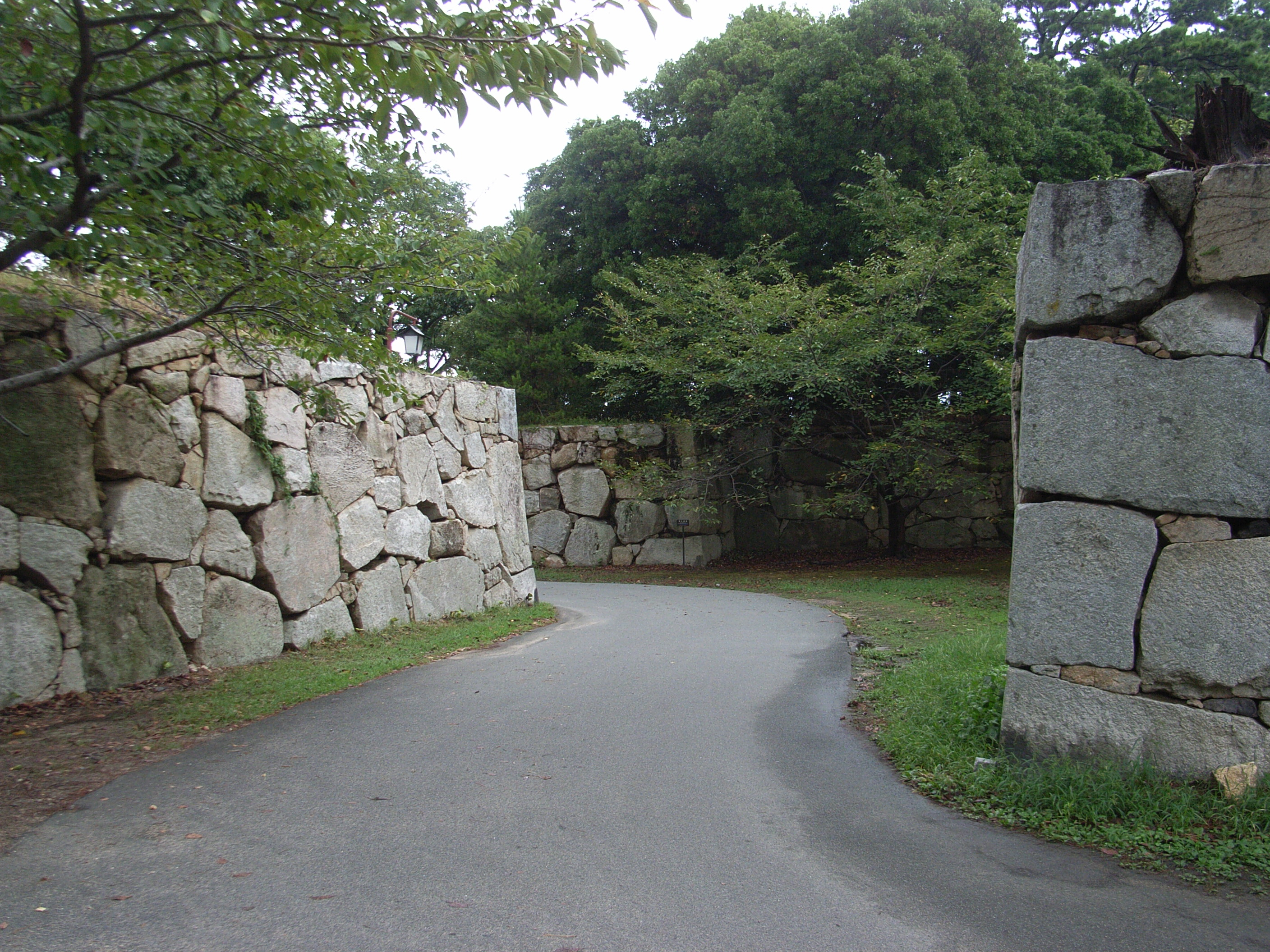
二の丸南門の石垣
毛利輝元公像
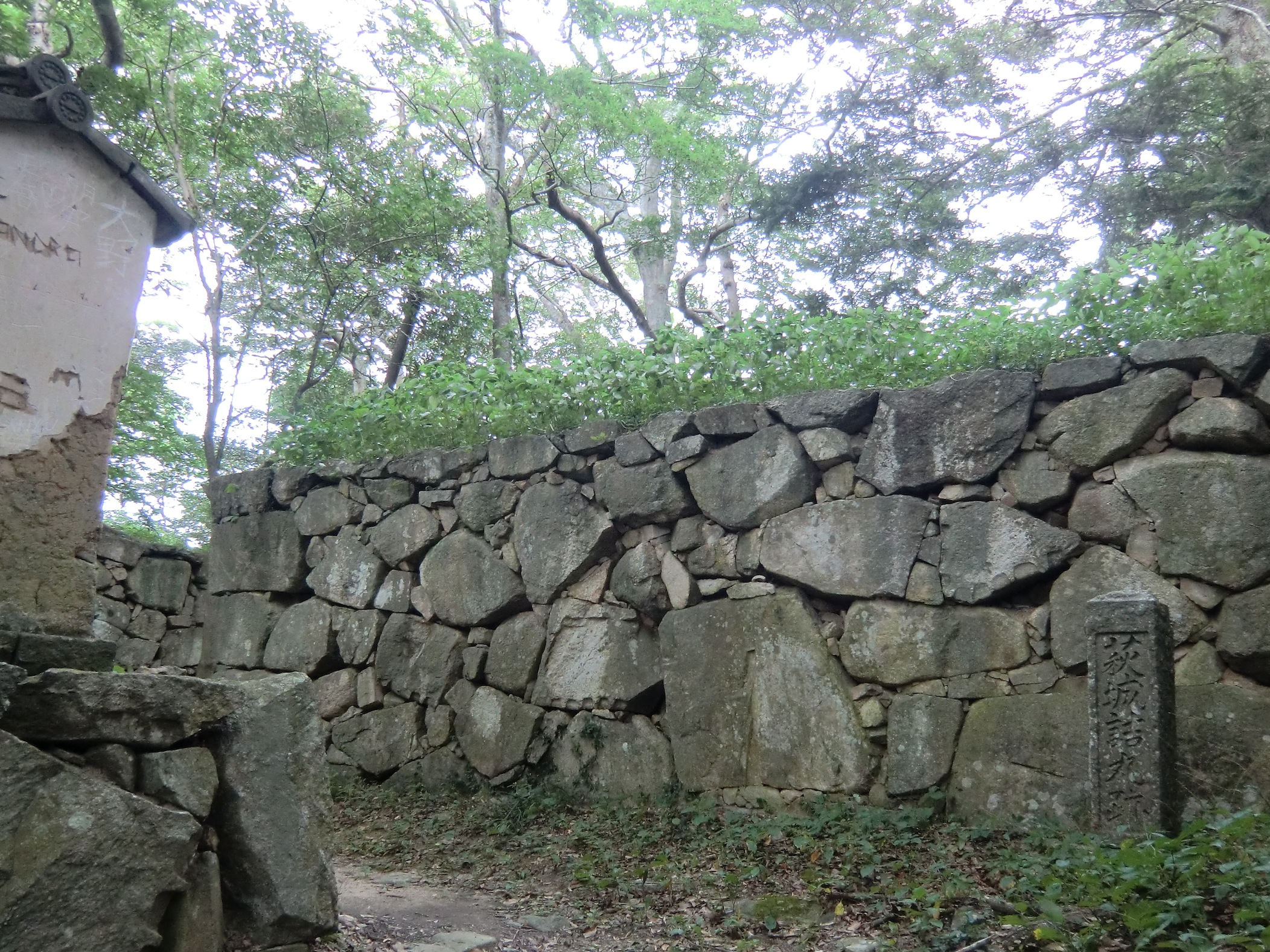
指月山頂上の詰丸要害門跡
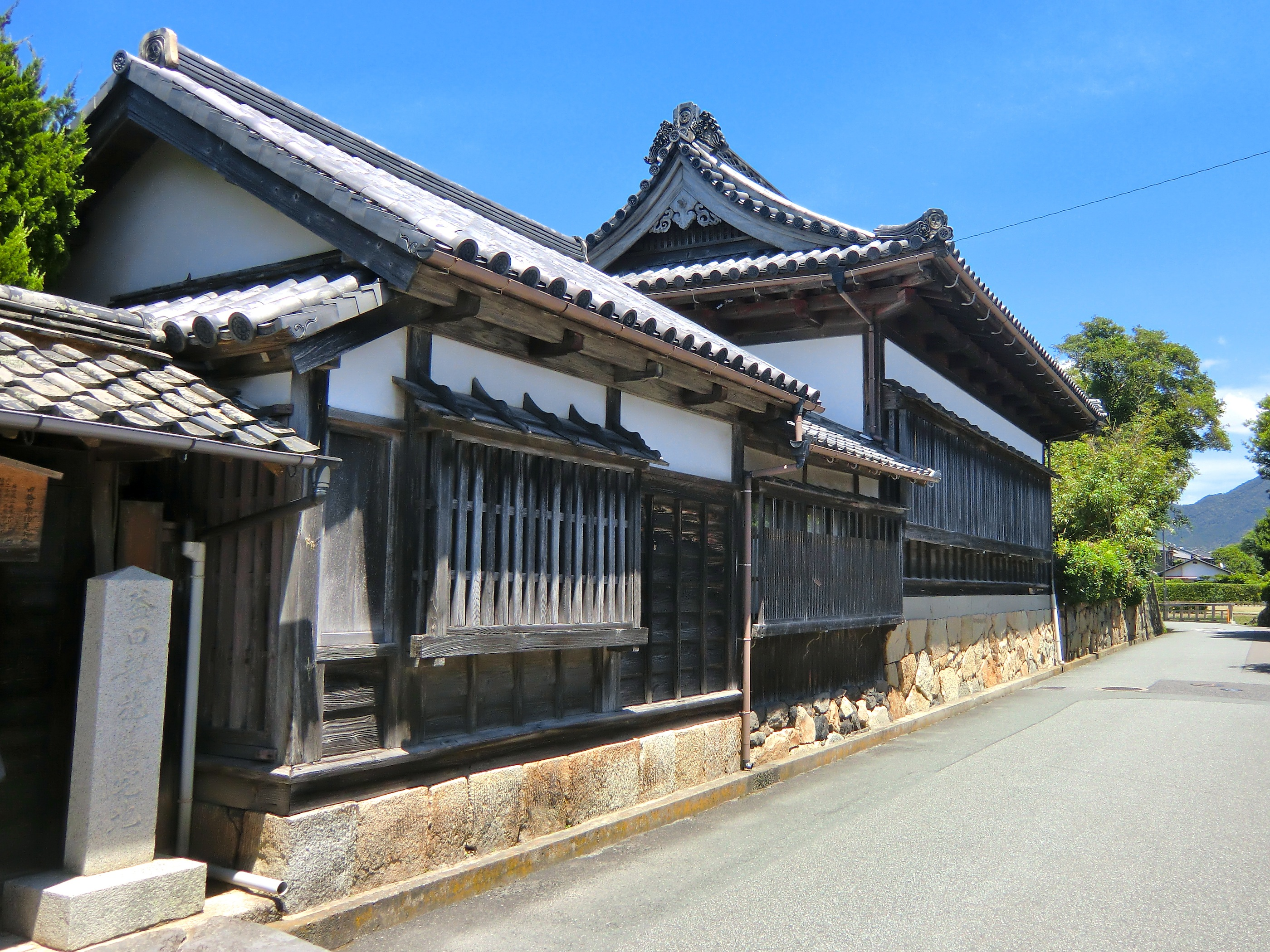
旧益田家物見櫓
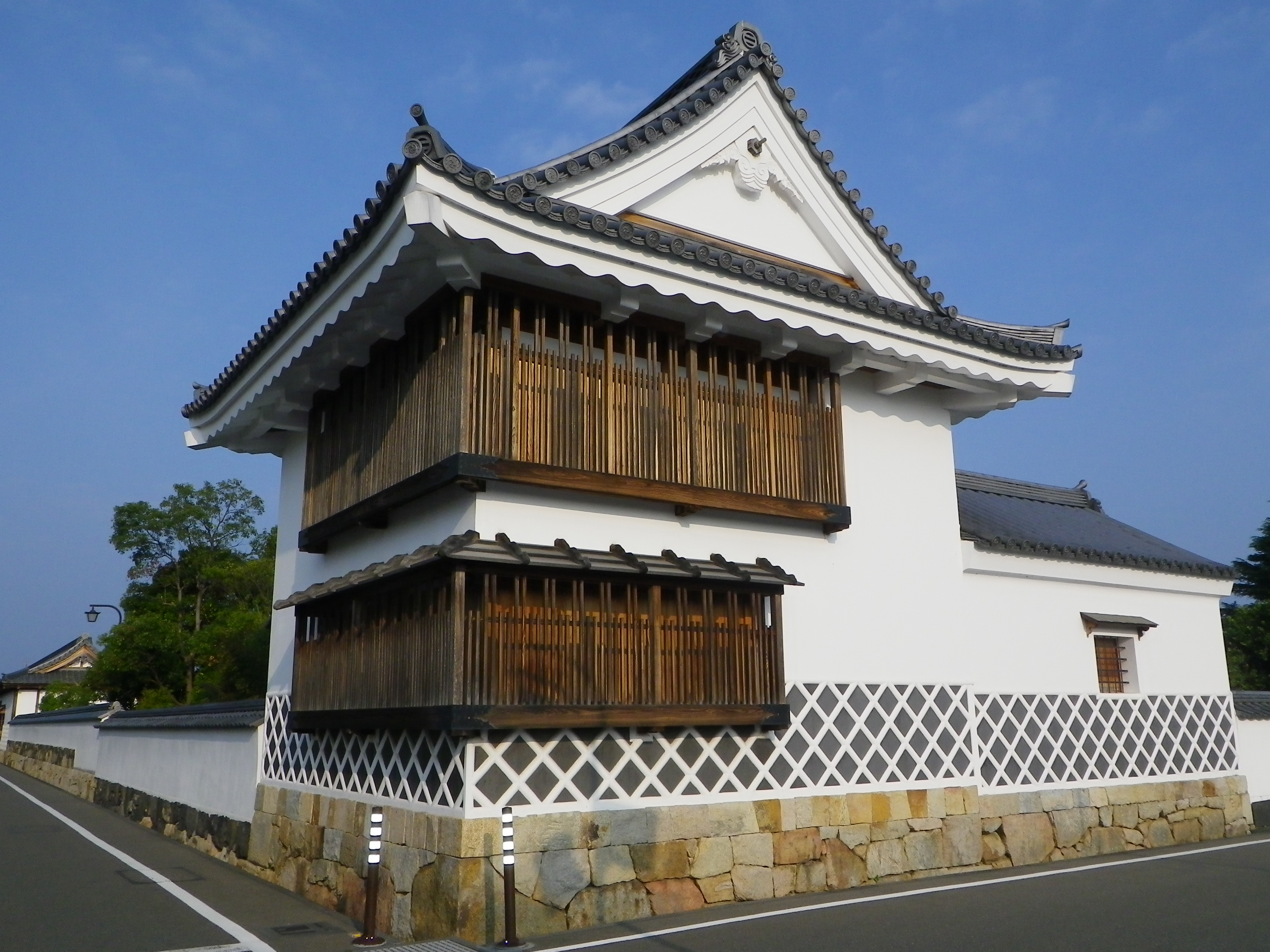
萩博物館に復元された三の丸隅櫓（旧大野毛利家屋敷）
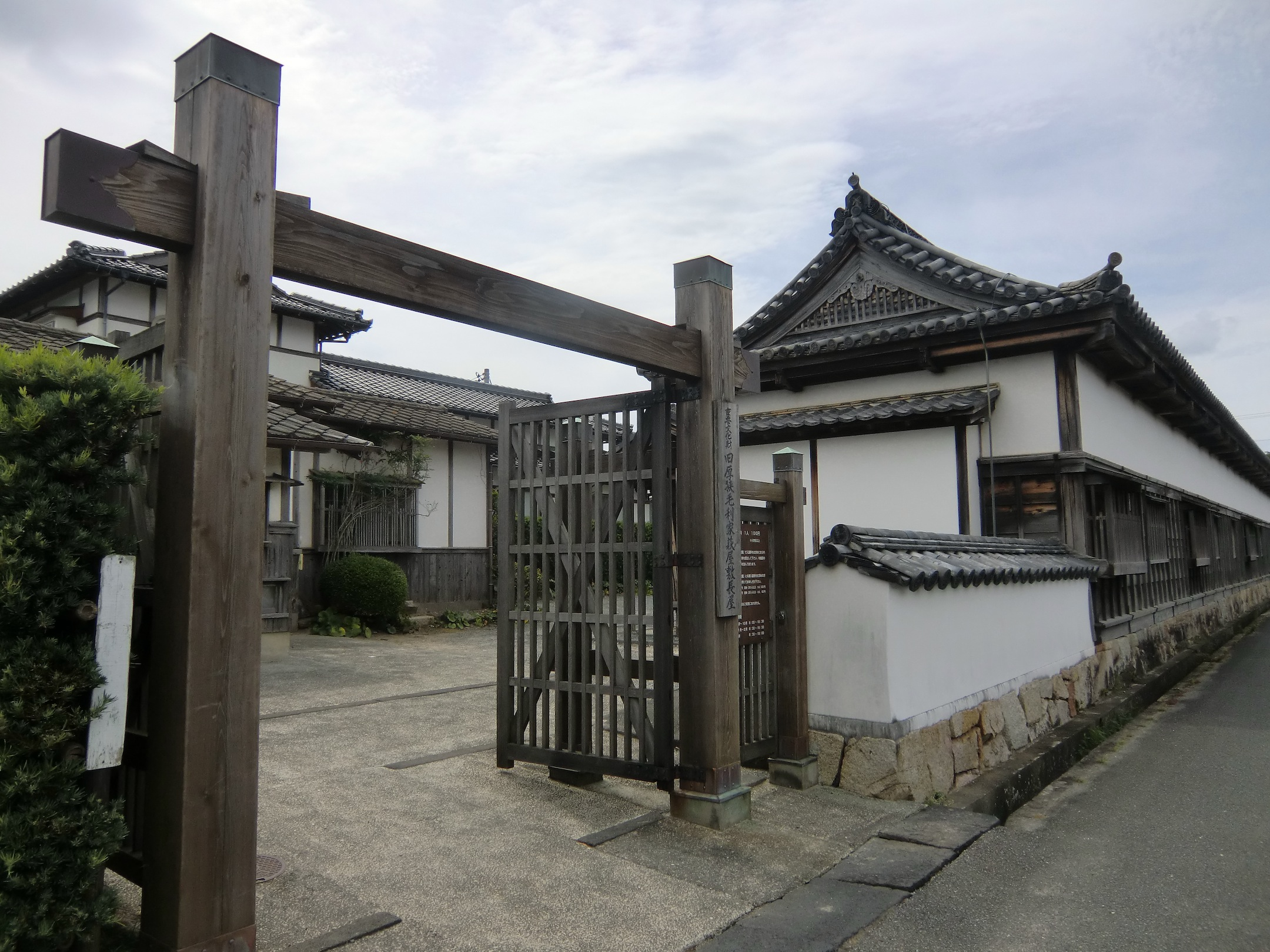
旧厚狭毛利家萩屋敷長屋
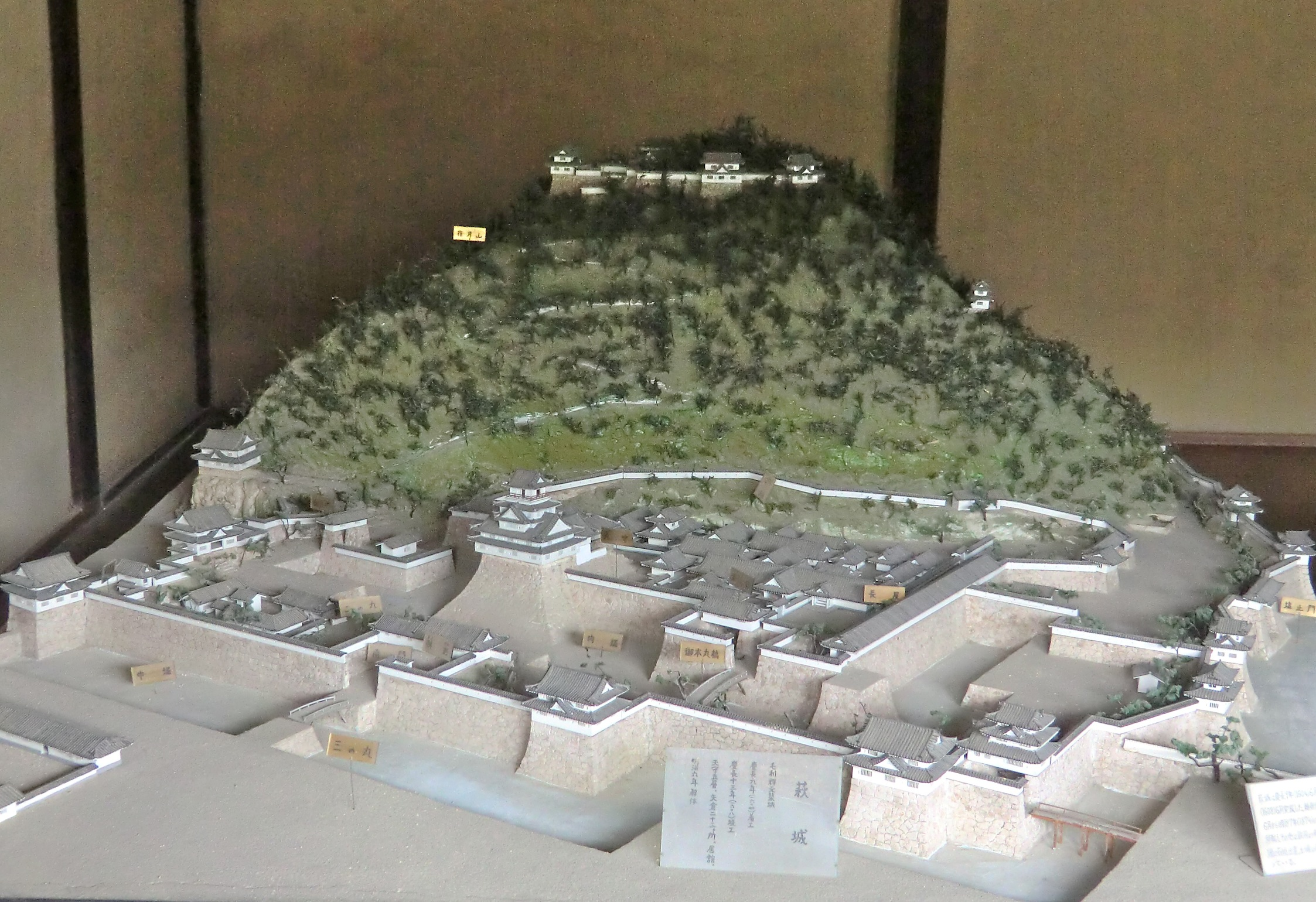
萩城　復元模型